# あなたのせいで狂いそう
「あなたのせいで狂いそう」（韓国語原題: 너 때문에 미쳐（ノッテムネミチョ）、公式英題:I Go Crazy Because of You）は、女性歌手グループT-ARAの曲である。2010年2月からの歌番組における活動曲である。2010年発売のリパッケージアルバム『Breaking Heart』の追加楽曲として配信された。その後、2011年9月28日にEMIミュージック・ジャパンから日本語版の「LOVE ME! 〜あなたのせいで狂いそう」が「Bo Peep Bo Peep」に収録されて発売された。

## 楽曲解説
大物歌手フィソンが作詞している。2010年2月25日、Mnetの歌番組から、この曲による活動を開始した。12人のバックダンサーを従えながら、エナメルロングパンツと、椅子に寝そべりながらの姿勢で脚の曲線美を強調したダンスを披露している。

## タイトル
日本語版発売までは、「あなたのせいで狂う」と訳されることが多かった。

## 日本版
日本語版は「LOVE ME! 〜あなたのせいで狂いそう」として、2010年9月28日発売のシングル「Bo Peep Bo Peep（Japanese Ver.）」にカップリング曲として初収録された。歌詞の内容がかなり原曲と異なる。

## ミュージックビデオ
教室で制服姿のメンバーが踊るバージョンと、ダンスバージョンがある。

## はるな愛によるカバー
はるな愛っぽい人物、「♥♥♥LOVE♥♥♥」によるカバー。韓国でも公式配信されている。別人物という設定だが、『ヘイ・ヘイ・ヘイ』において自分が歌っていると紹介している。

## 収録アルバム
- Breaking Heart(2010年3月3日)
- 辛ラーメンCD（懸賞、詳細不明）
- Bo Peep Bo Peep（2010年9月28日）
  - LOVE ME! 〜あなたのせいで狂いそう
- Jewelry box（2012年6月6日）
  - LOVE ME! 〜あなたのせいで狂いそう
- T-ARA's Best of Best 2009-2012 〜Korean ver.〜 （2012年10月17日）
  - あなたのせいで狂いそう
- T-ARA Special - TARA's Free Time In Paris And Swiss （2012年10月22日）
LOENによる写真集の付録